# 私のオオカミ少年
『私のオオカミ少年』（わたしのオオカミしょうねん、原題：늑대소년（→狼少年））は、2012年公開の韓国映画。人間社会から隔絶されたオオカミ少年と彼を手を差し伸べる少女の恋を描いたファンタジー・ラブストーリー。映画監督チョ・ソンヒの劇場公開デビュー作。主演はパク・ボヨン、ソン・ジュンギ。韓国で観客動員数665万人を記録した。

## ストーリー
病気のため周囲にも心を閉ざしていたスニ（パク・ボヨン）は、家族とともに引っ越してきた静かな村で、闇の中に身をひそめる謎の少年（ソン・ジュンギ）を発見する。その少年はまるでオオカミのような目つきで人を警戒し、言葉も話さず、人間離れした行動を見せるが、ひょんなことから家族の一員として迎えられることになる。
少年は「チョルス」と名付けられ、スニは世の中で生きて行く方法を彼に教えていく。生まれて初めて自分に手を差し伸べてくれたスニに、切ない感情が芽生え始めるチョルス。しかしある晩、大家の息子ジテ（ユ・ヨンソク）が、嫌がるスニに執拗に迫る様子を目撃したチョルスは様子が一変、隠された本性が明らかになる。

## キャスト
- パク・ボヨン：スニ／ウンジュ（スニの孫） ※2役
- ソン・ジュンギ：チョルス（オオカミ少年）
- イ・ヨンナン（朝鮮語版）：スニの祖母
- チャン・ヨンナム（朝鮮語版）：スニの母
- ユ・ヨンソク：ジテ
- キム・ヒャンギ：スンジャ（スニの妹）
- ユ・スンモク（朝鮮語版）：カン博士
- ソ・ドンス（朝鮮語版）：大佐
- ウ・ジョングク（朝鮮語版）：チョン氏
- ナム・ジョンヒ（朝鮮語版）：ドンソクの祖母
- ク・ボニム（朝鮮語版）：チョン氏夫人
- アン・ドギュ（朝鮮語版）：ドンソク（チョン氏の息子）
- シンビ：ドンミ（チョン氏の娘・ドンソクの妹）

## 受賞・招請

### 2013年度
- 第49回百想芸術大賞：新人監督賞（チョ・ソンヒ）
- 第50回大鐘賞：助演女優賞（チャン・ヨンナム）
- 第22回釜日映画賞：助演女優賞（チャン・ヨンナム）
- 第4回今年の映画賞：モンブラン発見賞（チョ・ソンヒ）

### 映画祭
- 第15回ウーディネ極東映画祭 招請
- 第7回アジア・フィルム・アワード 招請
- 第32回ハワイ国際映画祭 招請
- 第17回釜山国際映画祭 オープンシネマ部門 招請
- 第31回バンクーバー国際映画祭 龍虎部門 招請
- 第37回トロント国際映画祭 コンテンポラリーワールドシネマ部門 招請

## その他
- 本映画の公開と同時に、同名小説「늑대소년」（作家：キム・ミリ、絵：ユ・ヘイン、出版社：イスブ）が韓国で発売された[3]。